# 댈러스 카이클
댈러스 카이클(Dallas Keuchel, 1988년 1월 1일 ~ )은 전  메이저 리그 베이스볼 투수이다. 2012년에 메이저 리그에 데뷔하였다. 2014년 그는 골드 글러브 상과 필딩 바이블 상을 둘다 수상하였다. 다음해 그는 2015년 메이저 리그 베이스볼 올스타 경기에서 아메리칸 리그를 위한 출발 투수로 임명되었고, 자신의 2번째 골드 글러브 상과 필딩 바이블 상들에 추가로 사이 영 상을 수상하였다. 2016년 그는 3연속 골드 글러브 상을 수상하였다.

## 아마추어 경력

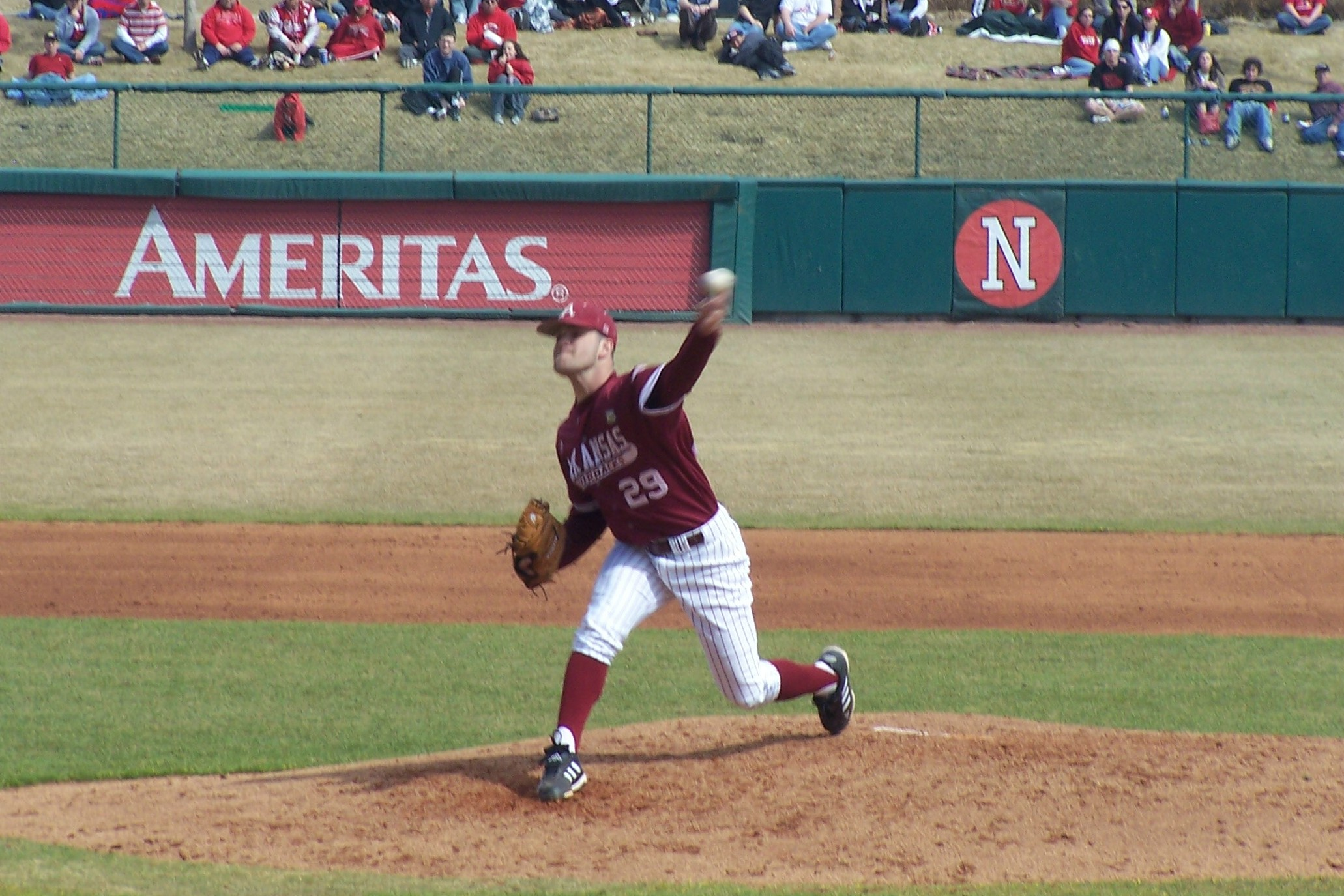
아칸소 레이저백스를 위하여 투구하는 카이클

오클라호마주 털사에서 태어난 카이클은 비숍 켈리 고등학교에서 수학하여 야구 팀을 주립 선수권으로 지도하였다.
그러고나서 카이클은 아칸소 대학교에서 수학하여 아칸소 레이저백스 야구 팀을 위하여 대학 야구를 하였다. 그는 신입생으로서 5.88, 2학년생으로서 4.58, 그리고 주니어로서 3.92의 평균자책점을 등록하였다.
2009년 시즌 동안 카이클은 금요일 밤의 에이스로서 레이저백스를 지도하였다. 5월에 들어간 카이클은 앤서니 레나도와 4위의 루이지애나 주립 대학교를 꺾기 전에 6 승 1 패의 기록을 가졌다. 카이클은 8.1 이닝을 투구하고 4개의 득점 만을 허용하였다. 이어진 주에 레이저백스는 21위의 앨라배마 대학교에게 2 대 1로 패하였다. 최종의 정규 시즌 시리즈는 바움 스타디움에서 드루 포메란즈와 9위의 올미스를 상대로였다. 레이저백스는 카이클의 마지막 정규 시즌 시작에서 4개의 오류를 일그키고 그는 패배와 함께 터치아웃 되어 7 승 3 패의 기록과 함께 정규 시즌을 끝냈다.

## 프로 경력

### 마이너 리그

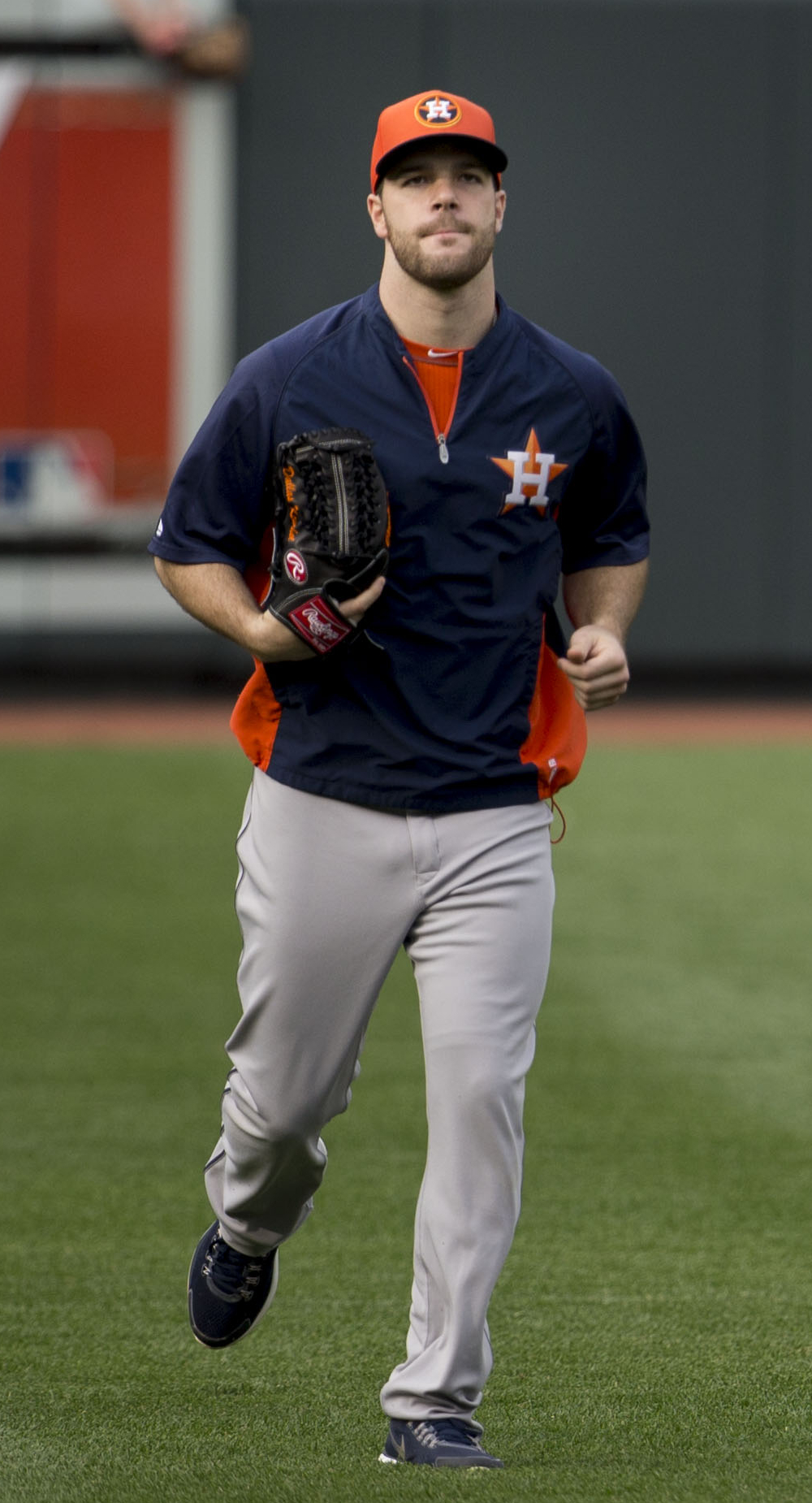
휴스턴 애스트로스와 함께 (2013년)

아칸소 대학교에서 자신의 주니어 해의 이후에 휴스턴 애스트로스는 2009년 메이저 리그 베이스볼 드래프트의 7번째 라운드에서 카이클을 선발하였다. 그는 애스트로스와 함께 계약을 맺고 클래스 A 쇼트 시즌 뉴욕-펜 리그의 트라이시티 밸리캐츠와 함께 자신의 프로 경력을 시작하여 2.70의 평균자책점을 가졌다. 그는 클래스 A 진보적 캘리포니아 리그의 랭카스터 제트호크스와 함께 2010년 시즌을 시작하였다. 3.36의 평균자책점을 매긴 후, 애스트로스는 7월 그가 시즌의 나머지를 위하여 4.70의 평균자책점을 가진 클래스 AA 텍사스 리그의 코퍼스 크리스티 훅스로 진급시켰다. 그는 2011년 시즌을 코퍼스 크리스티와 시작하고 3.17의 평균자책점을 투구한 후 자신이 7.50의 평균자책점과 분투한 클래스 AAA 퍼시픽 코스트 리그의 오클라호마시티 레드호크스로 진급을 받았다.

### 휴스턴 애스트로스

#### 2012 ~ 14
카이클은 2012년 시즌을 오클라호마시티와 시작하였다. 카이클은 그해 6월 17일 텍사스 레인저스를 상대로 자신의 메이저 리그 베이스볼 데뷔를 하였다. 자신의 2번째 출발에서 그는 완료의 경기를 투구하였다. 카이클은 스트라이크아웃(38개)보다 더 많이 타자를 1루로 걸어가는 데 허용(39개)하는 동안 시작된 16개의 경기들에서 5.27의 평균자책점과 함께 그해의 시즌을 끝냈다.
2014년 카이클은 올스타 브레이크에서 9 승 5 패의 기록과 3.20의 평균자책점을 가졌고 그해 메이저 리그 올스타 겨기에서 최종적 아메리칸 리그 명단을 위한 최종 선수였다. 그는 12 승 9 패의 기록과 2.93의 평균자책점과 시즌을 끝냈다. 자신의 강한 방어로 카이클은 골드 글러브 상과 필딩 바이블 상을 둘다 수상하였다.

#### 2015년:사이 영 상

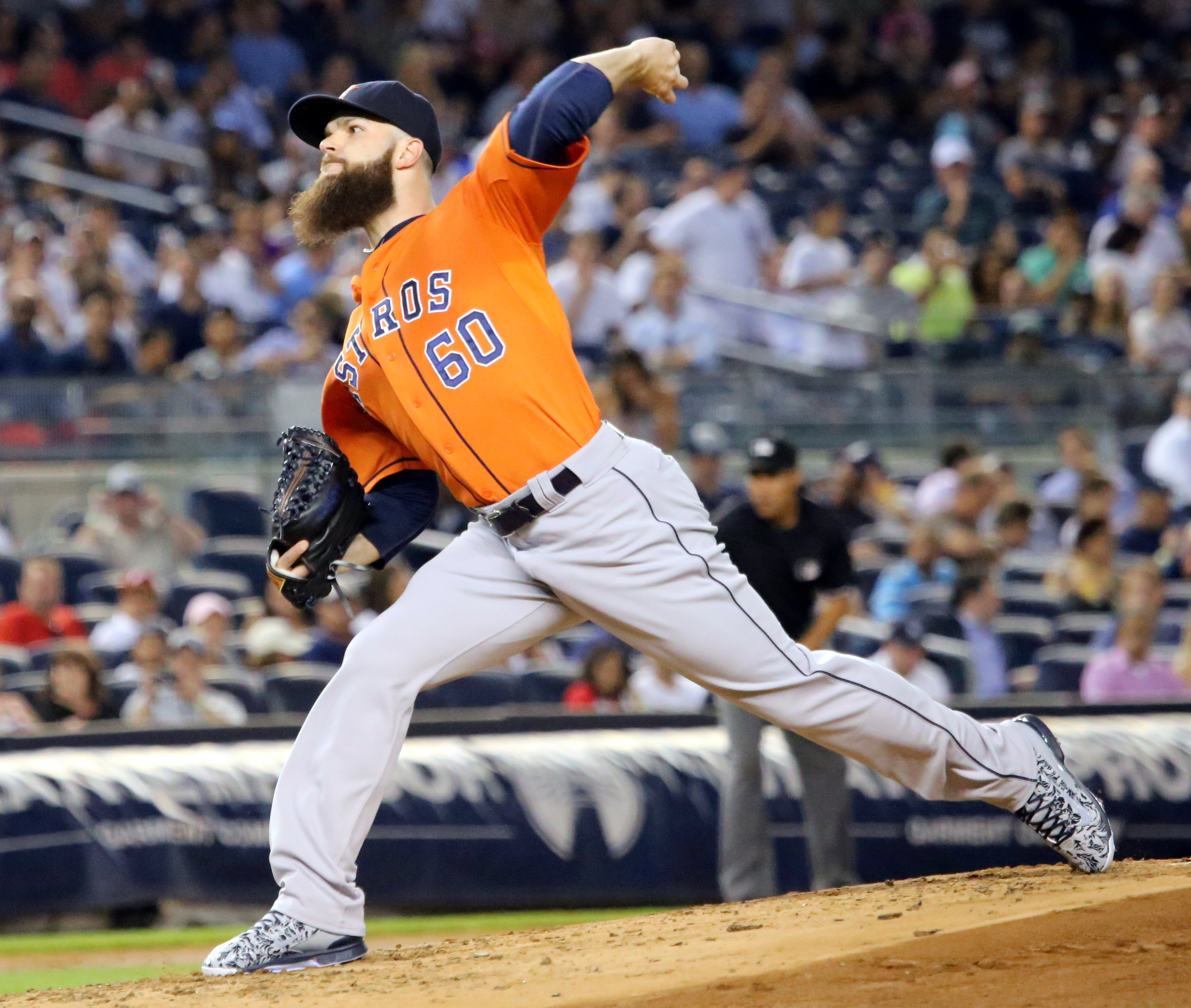
카이클의 투구 (2015년)

2015년 4월 카이클은 시작된 5개의 경기들에서 3 승 0 패의 기록과 0.73의 평균자책점으로 투구하였다. 그는 "이번달의 아메리칸 리그 투수"로 임명되었다. 그는 6개의 출발 경기들에서 자신이 4 승 1 패의 기록과 2.62의 평균자책점으로 투구한 5월에 "이번달의 아메리칸 리그 투수"로서 명예를 얻었다. 카이클은 그해의 메이저 리그 베이스볼 올스타 경기에서 아메리칸 리그 명단에 선발되었고 아메리칸 리그의 선발 투수로서 선택되었다. 그는 6개의 선발 경기에서 4 승 1 패의 기록과 1.94의 평균자책점을 기록한 후, 8월에 자신의 3번째 "이번달의 아메리칸 리그 투수" 상을 수상하였다. 카이클은 미니트 메이드 파크에서 15 승 0 패의 기록과 함께 2015년 시즌을 끝내 적어도 14개의 우승과 함께 홈구장에서 무패 기록과 함께 끝내는 데 메이저 리그 베이스볼 역사상 첫 선수가 되었다. 그해 그의 전체기록은 20승 8패였고, 2.48의 평균자책점과 216개의 삼진을 거뒀다.
카이클은 3일의 휴식에 2015년 아메리칸 와일드 카드 경기부터 시작하여 승리하였다. 10월 11일 그는 아메리칸 리그 디비전 시리즈의 3번째 경기에서 캔자스시티 로열스를 4 대 2로 꺾어 전진의 하나의 경기 안에 애스트로스를 옮기는 데 추구하였다. 5번째 경기에서 카이클은 8번째 이닝에서 2일간 휴식 만에 구원 등판하였고, 로열스가 경기와 시리즈를 우승하는데 보유한 7대2로 자신들의 지도를 넓히면서 3점 홈런을 항복하였다. 시즌에 이어 카이클은 사이 영 상, 골든 글러브 상, 필딩 바이블 상과 메이저 리그 베이스볼에서 최고의 왼손잡이 투수에게 주어진 워런 스판 상을 수상하였다. 카이클은 사이 영 상을 수상하는데 3번째 애스트로스 선수가 되었으며, 마이크 스콧과 로저 클레멘스는 각각 1986년과 2004년 내셔널 리그 명예를 얻었다.

#### 2017년:월드 시리즈 우승
카이클은 6개의 출발 경기에 5 승 0 패의 기록과 1.21의 평균자책점을 매긴 후, 4월에 자신의 경력 4번째 "이번달의 아메리칸 리그 투수" 상을 수상하면서 2017년 시즌을 근시작하였다. 그는 44와 2/3의 투구된 이닝에 6개의 득점들을 허용하였다. 그는 4개를 우승하는 데 첫 애스트로스의 투수가 되었으며, J. R. 리처드는 3개를 우승한 다른 애스트로스의 투수였다. 카이클은 최소한 4개를 우승한 활동적 투수들로서 바톨로 콜론, 펠릭스 에르난데스와 저스틴 벌랜더에게 가입하였다. 그는 7 승 0 패의 기록과 1.84의 평균자책점과 함께 시즌을 시작하는 데 진행하였지만 5월 20일 그는 자신의 목에 격통 신경으로 인하여 10일간 부상자 명단에 놓였다.
6월 8일 카이클은 지속적인 목의 비통으로 다시 부상자 명단에 놓였다. 그는 마이애미에 있는 말린스 파크에서 열린 올스타 경기에 나오는 데 선발되었다. 그 일은 그의 2번째 경력 선발이었다. 카이클은 14 승 5 패의 기록과 2.90의 평균자책점과 함께 23개의 출발을 만들어 2017년을 끝냈다. 애스트로스는 101 승 61 패의 기록과 함께 아메리칸 리그 서부 디비전을 우승하고, 또한 2017년 월드 시리즈를 우승하기도 하였다.